# 勒阿梅勒
勒阿梅勒（法語：Le Hamel，法語發音：[lə amɛl]）是法国上法蘭西大區索姆省的一个市镇，属于亚眠区。

## 地理
勒阿梅勒（49°53'59"N, 2°34'13"E）面积9.12 平方千米，位于法国上法蘭西大區索姆省，该省份为法国北部沿海省份，北起加来海峡省和北部省，西接滨海塞纳省和大西洋英吉利海峡，南至瓦兹省，东临埃纳省。
与勒阿梅勒接壤的市镇（或旧市镇、城区）包括：瑟里西、拉莫特瓦尔菲塞、萨伊洛雷特、萨伊勒塞克、韦尔苏科尔比。
勒阿梅勒的时区为UTC+01:00、UTC+02:00（夏令时）。

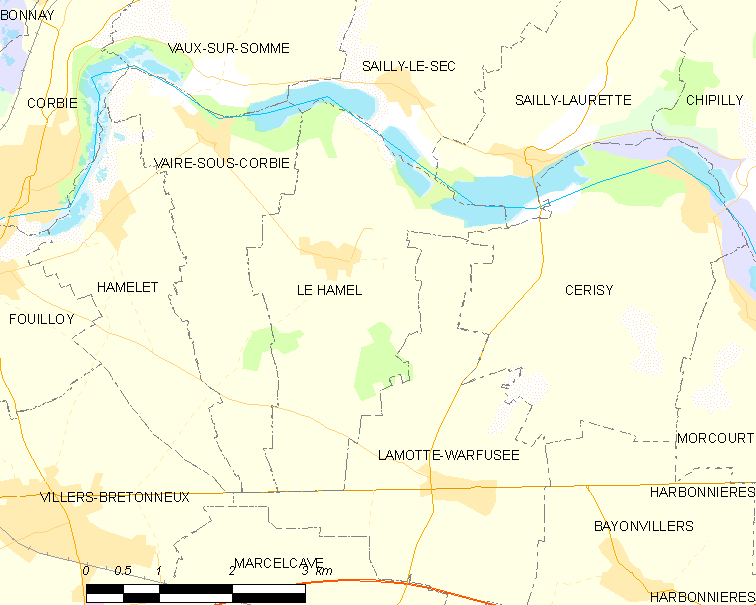
勒阿梅勒的OSM定位图

## 行政
勒阿梅勒的邮政编码为80800，INSEE市镇编码为80411。

## 政治
勒阿梅勒所属的省级选区为科尔比县。

## 人口

1962-2008年间勒阿梅勒人口变化图示

勒阿梅勒于2022年1月1日时的人口数量为488人。